# 翁斯多夫
翁斯多夫是德国莱茵兰-普法尔茨州的一个市镇。总面积3.43平方公里，总人口137人，其中男性64人，女性73人（2011年12月31日），人口密度40人/平方公里。